# Hettstedt
Hettstedt è una città tedesca di 13 678 abitanti situata nel Land della Sassonia-Anhalt.